# Simbabwische Cricket-Nationalmannschaft in Australien in der Saison 2022
Die Tour der simbabwischen Cricket-Nationalmannschaft nach Australien in der Saison 2022 fand vom 28. August bis zum 3. September 2022 statt. Die internationale Cricket-Tour war Bestandteil der Internationalen Cricket-Saison 2022 und umfasste drei One-Day Internationals. Die ODIs waren Bestandteil der ICC Cricket World Cup Super League 2020–2023. Australien gewann die Serie 2–1.

## Vorgeschichte
Australien bestritt zuvor eine Tour in Sri Lanka, Simbabwe eine Tour gegen Indien. Das letzte Aufeinandertreffen der beiden Mannschaften bei einer Tour fand in der Saison 2004 in Simbabwe statt.

## Stadion
Das folgende Stadion wurde für die Tour als Austragungsort vorgesehen.
| Stadt      | Stadion          | Kapazität | Spiele    |
| ---------- | ---------------- | --------- | --------- |
| Townsville | Riverway Stadium | 10.000    | 1.–3. ODI |

## Kaderlisten
Australien benannte seinen Kader am 18. Juli 2022. Simbabwe benannte seinen Kader am 23. August 2022.
| ODI | ODI |
| Australien | Simbabwe |
| --- | --- |
| - Aaron Finch (K) - Sean Abbott - Ashton Agar - Alex Carey - Cameron Green - Josh Hazlewood - Marnus Labuschagne - Mitchell Marsh - Glenn Maxwell - Steve Smith - Mitchell Starc - Marcus Stoinis - David Warner - Adam Zampa | - Regis Chakabva (K) - Ryan Burl - Brad Evans - Luke Jongwe - Innocent Kaia - Takudzwanashe Kaitano - Clive Madande - Wesley Madhevere - Tadiwanashe Marumani - Tony Munyonga - Blessing Muzarabani - Richard Ngarava - Victor Nyauchi - Sikandar Raza - Sean Williams |

## One-Day Internationals

### Erstes ODI in Townsville
| 28. August Scorecard | Townsville | Simbabwe 200 (47.5)              | – | Australien 201-5 (33.3) |
|                      |            | Australien gewinnt mit 5 Wickets |   |                         |

Australien gewann den Münzwurf und entschied sich als Feldmannschaft beginnen. Simbabwe begann mit Innocent Kaia und Tadiwanashe Marumani. Kaia schied nach 17 Runs aus und wurde durch Wessly Madhevere ersetzt. Nachdem Marumani nach 45 Runs sein Wicket verloren hatte, fand Madhevere Regis Chakabva für eine weitere Partnerschaft. Madhevere schied nach einem Fifty über 72 Runs aus und kurz darauf verlor auch Chakabva sein Wicket nach 31 Runs. Die verbliebenen Batter konnten sich nicht mehr etablieren und so verlor Simbabwe das letzte Wicket im 48. Over. Beste australische Bowler waren Cameron Green mit 5 Wickets für 33 Runs und Adam Zampa mit 3 Wickets für 57 Runs. Australien begann mit Aaron Finch und David Warner. Finch schied nach 15 Runs aus und wurde durch Steve Smith ersetzt. Warner schied nach dem Erreichen eines Half-Centuries über 57 Runs aus und nachdem Marcus Stoinis nach 19 Runs sein Wicket verlor, konnte Smith zusammen mit Glenn Maxwell die Vorgabe einholen. Smith erreiuchte dabei 48* Runs und Maxwell 32* Runs. Bester simbabwischer Bowler war Ryan Burl mit 3 Wickets für 60 Runs. Als Spieler des Spiels wurde Cameron Green ausgezeichnet.

### Zweites ODI in Townsville
| 31. August Scorecard | Townsville | Simbabwe 96 (27.5)         | – | Australien 100-2 (14.4) |
|                      |            | Australien gewinnt mit 2–0 |   |                         |

Australien gewann den Münzwurf und entschied sich als Feldmannschaft beginnen. Nachdem Simbabwe früh drei Wickets verlor, etablierte sich Sean Williams. An seine erzielten Sikandar Raza 17 Runs sowie Regis Chakabva und Tony Munyonga jeweils 10 Runs. Nachdem Williams nach 29 Runs ausgeschieden war, verlor auch Ryan Burl sein Wicket nach 10 Runs und die verbliebenen Batter konnten die Vorgabe auf nur 97 Runs erhöhen. Beste australische Bowler waren Adam Zampa mit 3 Wickets für 21 Runs und Mitchell Starc mit 3 Wickets für 24 Runs. Für Australien erzielte zunächst David Warner 13 Runs, bevor sich die Partnerschaft zwischen Steve Smith und Alex Carey etablierte, die zusammen mit 84* Runs die Vorgabe einholten. Smith erreichte dabei 47* und Carey 26* Runs. Bester simbabwischer Bowler war Richard Ngarava mit 2 Wickets für 16 Runs. Als Spieler des Spiels wurde Mitchell Starc ausgezeichnet.

### Drittes ODI in Harare
| 3. September Scorecard | Townsville | Australien 141 (31)            | – | Simbabwe 142-7 (39) |
|                        |            | Simbabwe gewinnt mit 3 Wickets |   |                     |

Simbabwe gewann den Münzwurf und entschied sich als Feldmannschaft beginnen. Für Australien konnte sich Eröffnungs-Batter David Warner etablieren fand aber zunächst keinen Partner. Erst der siebte Schlagmann Glenn Maxwell konnte an seiner Seite 19 Runs erreichen und kurz darauf verlor auch Warner sein Wicket nach 94 Runs. Daraufhin endete das Innings mit einer Vorgabe von 142 Runs. Bester simbabwischer Bowler war Ryan Burl mit 5 Wickets für 10 Runs. Für Simbabwe bildeten die Eröffnungs-Batter Takudzwanashe Kaitano und Tadiwanashe Marumani eine erste Partnerschaft. Kaitano schied nach 19 Runs aus und Marumani fand mit Regis Chakabva einen neuen Partner, bevor er selbst nach 35 Runs sein Wicket verlor. An der Seite von Chakbva erzielte Tony Munyonga 17 Runs und Ryan Burl 11 Runs, bevor er selbst, nachdem er 37* Runs erzielt hatte, die Vorgabe einholte. Bester australischer Bowler war Josh Hazlewood mit 3 Wickets für 30 Runs. Als Spieler des Spiels wurde Ryan Burl ausgezeichnet.

## Auszeichnungen

### Player of the Series
Als Player of the Series wurden der folgende Spieler ausgezeichnet.
| Serie | Player of the Series |
| ----- | -------------------- |
| ODI   | Adam Zampa           |

### Player of the Match
Als Player of the Match wurden die folgenden Spieler ausgezeichnet.
| Spiel  | Player of the Match |
| ------ | ------------------- |
| 1. ODI | Cameron Green       |
| 2. ODI | Mitchell Starc      |
| 3. ODI | Ryan Burl           |